# Blandine Maisonnier
Blandine Maisonnier (née le 3 janvier 1986 à Lille) est une athlète française spécialiste de l'heptathlon. En 2012, elle prend la deuxième place de l'heptathlon Multistars.

## Palmarès
- Championnats d'Europe espoirs à Debrecen :
  - 10e : 5 894 points
- Championne de France « élite » en 2008 et 2011
- Championne de France en salle (pentathlon) en 2008
- Championne de France en salle (pentathlon) en 2011
- Championne de France en salle (pentathlon) en 2012 avec 4 339 pts

## Records personnels
Extérieur
| Discipline         | Performance   | Date            | Lieu             |
| ------------------ | ------------- | --------------- | ---------------- |
| 100 m              | 12 s 37       | 3 juin 2007     | Vénissieux       |
| 200 m              | 24 s 78 s     | 14 juillet 2007 | Debrecen         |
| 800 m              | 2 min 13 s 06 | 8 juin 2008     | Arles            |
| 100 m haies        | 13 s 87       | 25 mai 2007     | Bourgoin-Jallieu |
| 400 m haies        | 59 s 53       | 4 mai 2008      | Vénissieux       |
| Saut en hauteur    | 1,81 m        | 24 mai 2008     | Bourgoin-Jallieu |
| Saut en longueur   | 6,37 m        | 31 mai 2008     | Genève           |
| Triple saut        | 13,18 m       | 10 juin 2007    | Tours            |
| Poids              | 12,92 m       | 4 avril 2008    | Vénissieux       |
| Javelot            | 40,25 m       | 24 juin 2007    | Annecy           |
| Heptathlon         | 6 157 pts     | 8 juin 2008     | Arles            |
| Heptathlon Cadette | 5 149 pts     | 22 juin 2003    | Évian-les-Bains  |

En salle
| Disciplines      | Performance | Dates           | Lieux   |
| ---------------- | ----------- | --------------- | ------- |
| Saut en hauteur  | 1,78 m      | 19 janvier 2008 | Aubière |
| Saut en longueur | 6,03 m      | 20 janvier 2008 | Aubière |
| Poids            | 11,44 m     | 19 janvier 2008 | Aubière |
| Pentathlon       | 4 355 pts   | 1er mars 2008   | Paris   |